# ORIGINAL TRACKS VOL.1
「ORIGINAL TRACKS VOL.1」（オリジナル トラックス ヴォリュームワン）は、日本の女性歌手、安室奈美恵 with SUPER MONKEY'Sのベスト・アルバム。1996年9月30日に東芝EMI（現・ユニバーサルミュージックLLC）から発売された。再発盤は2018年5月2日にユニバーサルミュージック合同会社のUSM JAPANから発売された。

## 解説
- SUPER MONKEY'Sのデビュー・シングル「恋のキュート・ビート/ミスターU.S.A.」から「安室奈美恵」単独名義での2枚目のシングル「Stop the music」まで東芝EMI在籍中に発売された全シングルとカップリング曲が完全収録されたシングル・コレクション。
- 安室の公式ディスコグラフィーには1枚目のオリジナル・アルバム『DANCE TRACKS VOL.1』と共に掲載されていない。
- 2000年代に廃盤となっていたが、安室のデビュー25周年を記念して2018年5月2日にユニバーサルミュージック合同会社のUSM JAPANレーベルから再発売された。高音質SHM-CD仕様で、収録楽曲は全曲リマスタリングされている。
- 東芝EMI時代の楽曲の原盤権はライジングプロダクションが所有している為、iTunes Storeを始めとした各音楽配信サイトでは本作自体が長年未配信となっていたが（ただし本作が再発する事が決定するまでは各々のシングルとして配信されていた。）、再発盤の発売日に合わせて配信された。

## 収録曲
1. ミスターU.S.A. / SUPER MONKEY'S
作詞：売野雅勇
作曲・編曲：小森田実
1stシングル2曲目、アルバム初収録。
ロッテ「シリアルアイス」CMソング
2. 恋のキュート・ビート / SUPER MONKEY'S
作詞：売野雅勇
作曲・編曲：小森田実
1stシングル1曲目、アルバム初収録。
日本テレビ系『クイズ世界はSHOW by ショーバイ!!』エンディングテーマ
3. ダンシング・ジャンク / SUPER MONKEY'S 4
作詞：売野雅勇
作曲・編曲：馬飼野康二
2ndシングル（名義では1枚目）、シングルバージョンはアルバム初収録。
NHKテレビアニメ『忍たま乱太郎』第1期エンディングテーマ
4. レインボー・ムーン / 安室奈美恵
作詞：売野雅勇
作曲・編曲：馬飼野康二
2ndシングルカップリング曲（名義では1枚目）、アルバム初収録。
NHKテレビアニメ『忍たま乱太郎』挿入歌
5. 愛してマスカット / SUPER MONKEY'S 4
作詞：及川眠子
作曲・編曲：小森田実
3rdシングル（名義では2枚目）、シングルバージョンはアルバム初収録。
ロッテ「マスカットガム」CFソング
6. わがままを許して / SUPER MONKEY'S 4
作詞：及川眠子
作曲・編曲：小森田実
3rdシングルカップリング曲（名義では2枚目）、シングルバージョンはアルバム初収録。
7. PARADISE TRAIN / 安室奈美恵 with SUPER MONKEY'S
作詞：売野雅勇
作曲：中西圭三
編曲：小西貴雄
4thシングル（名義では1枚目）、シングルバージョンはアルバム初収録。
毎日放送・TBS系ドラマ30『野々山家の人々』オープニングテーマ
ロッテ「マスカットガム&ブルーベリーガム」CFソング
8. 悲しきブロークンボーイ / 安室奈美恵 with SUPER MONKEY'S
作詞：売野雅勇
作曲・編曲：小西貴雄
4thシングルカップリング曲（名義では1枚目）、アルバム初収録。
9. TRY ME 〜私を信じて〜 / 安室奈美恵 with SUPER MONKEY'S
作詞：鈴木計見
作曲：HINOKY TEAM
編曲：DAVE RODGERS
5thシングル（名義では2枚目）、シングルバージョンはアルバム初収録。
95'「ミナミ」CMソング
10. MEMORIES 〜明日のために〜 / 安室奈美恵 with SUPER MONKEY'S
作詞：鈴木計見
作曲：HINOKY TEAM
編曲：DAVE RODGERS
5thシングルカップリング曲（名義では2枚目）、アルバム初収録。
11. 太陽のSEASON / 安室奈美恵
作詞：鈴木計見
作曲：HINOKY TEAM
編曲：DAVE RODGERS
6thシングル（ソロ名義では1枚目）、シングルバージョンはアルバム初収録。
ロッテ「クレープアイス」CMソング
日本テレビ系「GROOVY」オープニングテーマ
12. ハートに火をつけて / 安室奈美恵
作詞：鈴木計見
作曲：HINOKY TEAM
編曲：DAVE RODGERS
6thシングルカップリング曲（ソロ名義では1枚目）、シングルバージョンはアルバム初収録。
13. Stop the music / 安室奈美恵
作詞：渡辺なつみ
作曲：Accatino - Rimonti - Gelmetti
編曲：星野靖彦
7thシングル（ソロ名義では2枚目）、シングルバージョンはアルバム初収録。
フジテレビ系ドラマ「湘南リバプール学院」オープニングテーマ
14. GOOD-NIGHT / 安室奈美恵
作詞：夏実唯
作曲：星野靖彦
編曲：松井寛
7thシングルカップリング曲（ソロ名義では2枚目）、アルバム初収録。

## 発売形態
| 形態   | 発売日        | 品番      | 備考                                                               |
| ------ | ------------- | --------- | ------------------------------------------------------------------ |
| CD     | 1996年9月30日 | TOCT-9630 | EASTWORLDより発売、オリジナル盤。 現在は廃盤。                     |
| SHM-CD | 2018年5月2日  | UPCY-7472 | USM JAPANより発売、デビュー25周年記念の復刻盤。 現行再発盤となる。 |